# Spooky House
Spooky House é um filme americano produzido em 1998 e lançado em 2002. Com direção de William Sachs e roteiro do mesmo com Margaret Sachs, é estrelado por Ben Kingsley, Mercedes Ruehl e Matt Weinberg. No site Rotten Tomatoes, obteve aprovação de apenas 47% dos usuários. Teve bilheteria baixa, ganhando pouco mais de 65 mil dólares durante toda a sua exibição nos cinemas, que foi restria ao seu país de produção e durou de 19 de abril de 2002 a 2 de maio de 2002. Foi lançado em VHS e DVD em 2003.

## Elenco
- Ben Kingsley O grande mágico Zanboni
- Mercedes Ruehl Chefe
- Matt Weinberg Max
- Jason Fuchs Yuri
- Ronald Joshua Scott Beans
- Simon Baker Prescott
- Chaz Monet Zoe
- Katharine Isabelle Mona